# Sztranyiczki Katalin
Sztranyiczki Katalin (Bukarest, 1935. november 12. –) romániai magyar szociológus, szociológiai szakíró, Sztranyiczki Gábor felesége.

## Életútja, munkássága
Középiskoláit Nagyváradon, a 2. sz. Állami Magyar Leánylíceumban (1953), egyetemi tanulmányait Bukarestben, az I. C. Parhon Egyetem Filozófiai Karán végezte. 1958–60 között gyakornok volt Kolozsváron a Bolyai Tudományegyetemen, majd a Babeș–Bolyai Tudományegyetem filozófiai tanszékén, 1960-tól tanársegéd, 1975-től adjunktus a Mezőgazdasági Főiskolán, 1982-től nyugdíjazásáig (1990) szintén adjunktus a Műszaki Egyetem Társadalomtudományi Tanszékén.
Szakcikkeit, közleményeit a Korunk és a Revista Învăţămîntului Superior (Popovici Katalinnal és Timár Bélával) közölte. Progresul în agricultură című tanulmánya a Román Akadémia által kiadott Progresul în agricultură. Bucium. Un sat din Ţara de Sub Munte című kötetben (Bukarest, 1970) jelent meg.